# مهدی بدرلو
مهدی بدرلو (انگلیسی: Mehdi Badrlou؛ یک بازیکن فوتبال اهل ایران است.
او دارای مدرک مربیگری A آسیا می باشد و اکنون به عنوان سرمربی تیم بزرگسالان احسان ری حاضر در لیگ برتر آسیاویژن استان تهران مشغول به فعالیت است